# Districtul Chéraga
Chéraga este un district din provincia Alger, Algeria.